# Labidesthes sicculus
Labidesthes sicculus är en fiskart som först beskrevs av Cope, 1865.  Labidesthes sicculus ingår i släktet Labidesthes och familjen Atherinopsidae. Inga underarter finns listade i Catalogue of Life.